# Elisabeth Fabritius
Elisabeth Fabritius (geboren am 2. Juni 1945 in Frederiksberg) ist eine dänische Kunsthistorikerin, die sich insbesondere der Erforschung der Skagen-Maler Anna und Michael Ancher widmet.

## Leben
Fabritius ist eine Tochter des Genealogen und Historikers Albert Fabritius (17. Mai 1905 – 14. März 1976) und dessen Frau Karen (geborene Haarløv, ⚭ 24. Juni 1944, 14. Juni 1908 – 14. September 1979). Sie studierte von 1963 bis 1964 an der Universität von Nancy französische Kultur, Sprache und Kunstgeschichte. Im Jahr 1967 legte sie ein Korrespondenzexamen an der Handelshøjskole in Kopenhagen ab. Bis 1974 studierte sie Kunstgeschichte mit dem Schwerpunkt neoklassische Architektur an der Universität Kopenhagen. Zu ihren Publikationen zählt der Band Skagen i gamle fotografier (Skagen auf alten Fotografien), den sie 1962 gemeinsam mit Jan Zibrandtsen veröffentlichte. Sie wirkte in den Jahren 1965 bis 1972 als studentische Mitarbeiterin an mehreren Katalogen und Museumsführern des Statens Museum for Kunst mit. Auch an Dokumentationen im Radio und im Fernsehen war sie beteiligt.  Fabritius verfasste Beiträge zu namhaften biografischen Lexika, unter anderem für die 3. Auflage des Dansk biografisk leksikon (Den Store Danske Encyklopædi) und für das Dansk Kvindebiografisk Leksikon. Von 1989 bis 1997 war sie Archivmanagerin der 4. Auflage von Weilbachs Künstlerlexikon. Sie ist seit 1998 freiberufliche Wissenschaftlerin, Kuratorin und Herausgeberin.
Von 2005 bis 2017 war sie Mitarbeiterin der Dänischen Königlichen Bibliothek (dänisch Det Kongelige Bibliotek). Seit 2014 ist sie als Beraterin für das Kunstmuseum Skagen tätig. Zuvor war sie Künstlerische Leiterin des Museums „Michael & Anna Anchers Hus“.
Fabritius war mit dem Dokumentarfilmer Jesper Tvede (1920–2000) verheiratet. Das Paar hat eine gemeinsame Tochter Edith Ursula.

## Publikationen (Auswahl)
- Ole Wivel: Anna Ancher. In: Svend Cedergreen Bech, Svend Dahl (Hrsg.): Dansk biografisk leksikon. Begründet von Carl Frederik Bricka, fortgesetzt von Povl Engelstoft. 3. Auflage. Band 1: Abbestée–Bergsøe. Gyldendal, Kopenhagen 1979, ISBN 87-01-77362-3 (dänisch, biografiskleksikon.lex.dk).
- Ole Wivel: Michael Ancher. In: Svend Cedergreen Bech, Svend Dahl (Hrsg.): Dansk biografisk leksikon. Begründet von Carl Frederik Bricka, fortgesetzt von Povl Engelstoft. 3. Auflage. Band 1: Abbestée–Bergsøe. Gyldendal, Kopenhagen 1979, ISBN 87-01-77362-3 (dänisch, biografiskleksikon.lex.dk).
- Helga Anchers Fond: olieskitser af Anna, Michael, Helga Ancher. Skagen 1990, OCLC 486148918 (Ausstellungskatalog).
- Michael Anchers ungdom: 1865–1880 – tålmodighed, udholdenhed, flid og et ikke ringe kvantum mod. Helga Anchers fond, Skagen 1992, ISBN 87-7468-335-7.
- Anna Ancher: 1859–1935 – Malerin in Skagen. Mit Beiträgen von Christine Refflinghaus, Elisabeth Fabritius, Heide Grape-Albers und Claus Olsen. 1994, S. 168–176.
- Das Dänemark der Künstlerkolonien. Faaborg Museum, Faaborg 2007, ISBN 978-87-88686-42-5.
- Anna Ancher – the pastels. Vandkunsten, Kopenhagen 2008, ISBN 978-87-7695-077-4.
- Skagen: en skandinavisk konstnärskoloni. Hrsg.: Karin Sidén. Carlsson, Stockholm 2013, ISBN 978-91-7331-613-2 (Ausstellungskatalog).